# Stangeria eriopus
Stangeria eriopus es una especie de plantas endémicas del sur de África y es la única especie del género Stangeria, el cual está estrechamente relacionado con el género australiano Bowenia, con el que conforma la  familia Stangeriaceae. Según otros autores, estos dos géneros forman parte de la familia  Zamiaceae, la que en total posee 9 géneros.

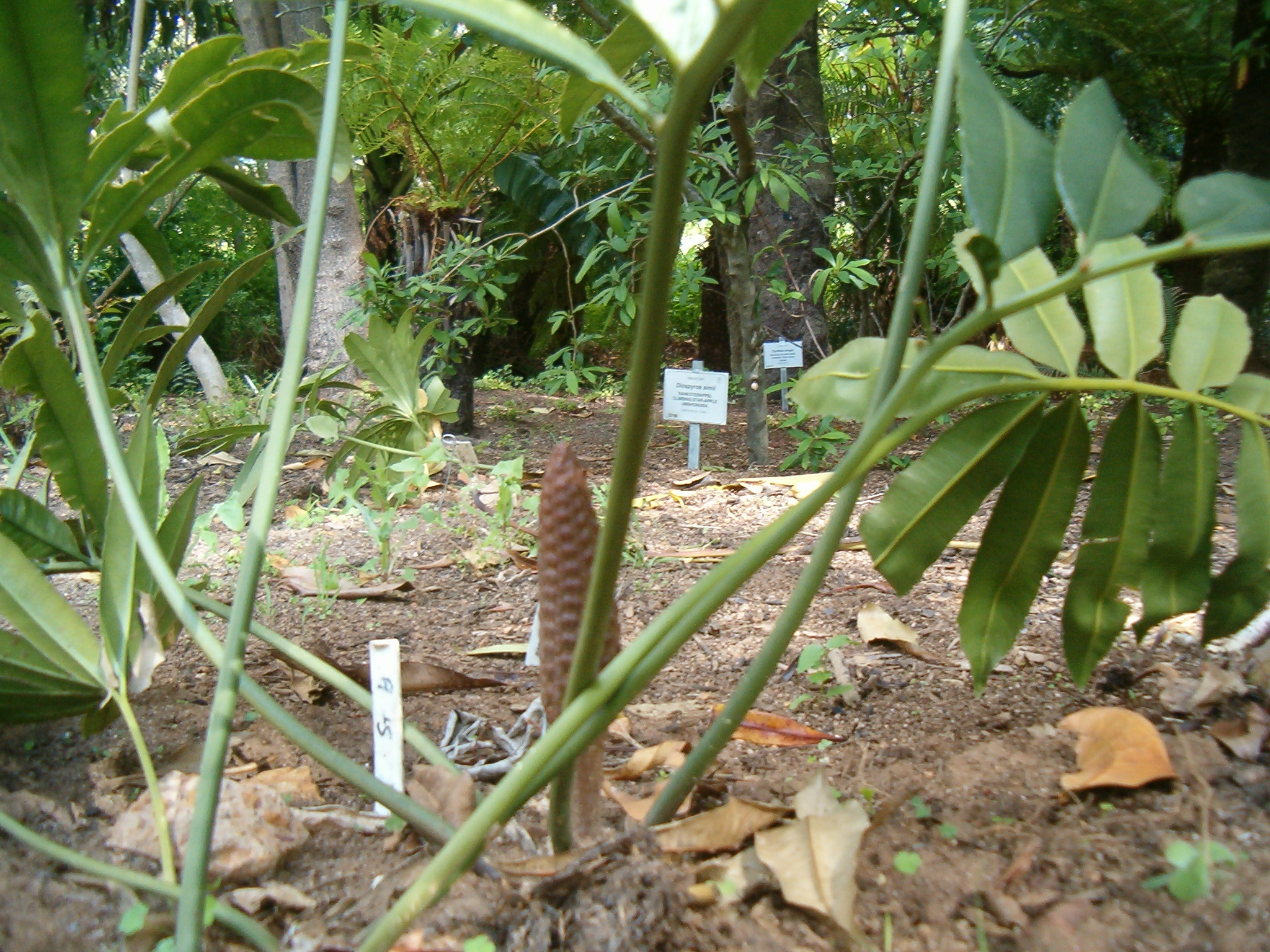
Vista de la planta

## Distribución
Es nativo de la costa del este de África del Sur y meridional Mozambique. Se encuentra a 50 km, pero no más cerca que 2 a 3 kilómetros, del mar. Esta especie del cyca es adaptable y se encuentra en muchos hábitat, del bosque cerrado al prado, pero está bajo amenaza en aumento, por la pérdida del hábitat y por una cosecha insostenible de los especímenes silvestres como remedios para la medicina tradicional.

## Descripción
Stangeria eriopus con hojas pinnadas, parecidas a las de los helechos que lo distingue del resto de las cycas. La especie se presenta como dos formas o variedades. 
- La forma del bosque, creciendo en regiones con una precipitación más alta, se caracteriza por las hojas grandes, anchas que pueden alcanzar hasta 2 m en longitud.
- La forma de prado, crece en regiones que están condicionadas tanto por los fuegos periódicos, como por las sequías anuales, tiene hojas más cortas con una cutícula más gruesa que suelen ser 30 centímetros de largo solamente.

En ambas variedades el peciolo abarca de un tercio a la mitad de la longitud total de la hoja. Los tallos son completamente subterráneos y la forma de la raíz parecida a las zanahorias.  
Como ocurre con otras cycas, S. eriopus forma raíces coraloides. Son raíces plagiotrópicas especializadas (crecen lateralmente) y contienen nódulos con colonias de cianobacterias que fijan el nitrógeno, tal como ocurre con las raíces de las legumbres.
S. eriopus alcanza la madurez en 5 o 7 años de edad, y ha desarrollado conos de conífera, como órganos reproductores. Al igual que otras cycas presentan como rasgo típico, la especie es dióica, lo que significa, que los conos masculinos y femeninos se encuentran en plantas distintas. Los conos se polinizan por insectos, emitiendo calor y un olor débil para atraer a los escarabajos polinizadores. En la madurez se caen para desprender las semillas, que son de 2 a 3 centímetros de longitud. 

## Taxonomía
Stangeria eriopus fue descrita por (Kunze) Baill. y publicado en Histoire des Plantes 12: 68. 1892.
Etimología
Stangeria: nombre genérico 
eriopus: epíteto que proviene del griego del prefijo erío que significa = "lanoso" , y del sufijo -pus, "pies, ó bases", refiriéndose a las bases lanosas del peciolo.
Sinonimia
- Lomaria eriopus Kunze
- Stangeria katzeri Regel
- Stangeria paradoxa T.Moore
- Stangeria sanderiana J.Schust.
- Stangeria schizodon W.Bull[2]

## Galería de imágenes

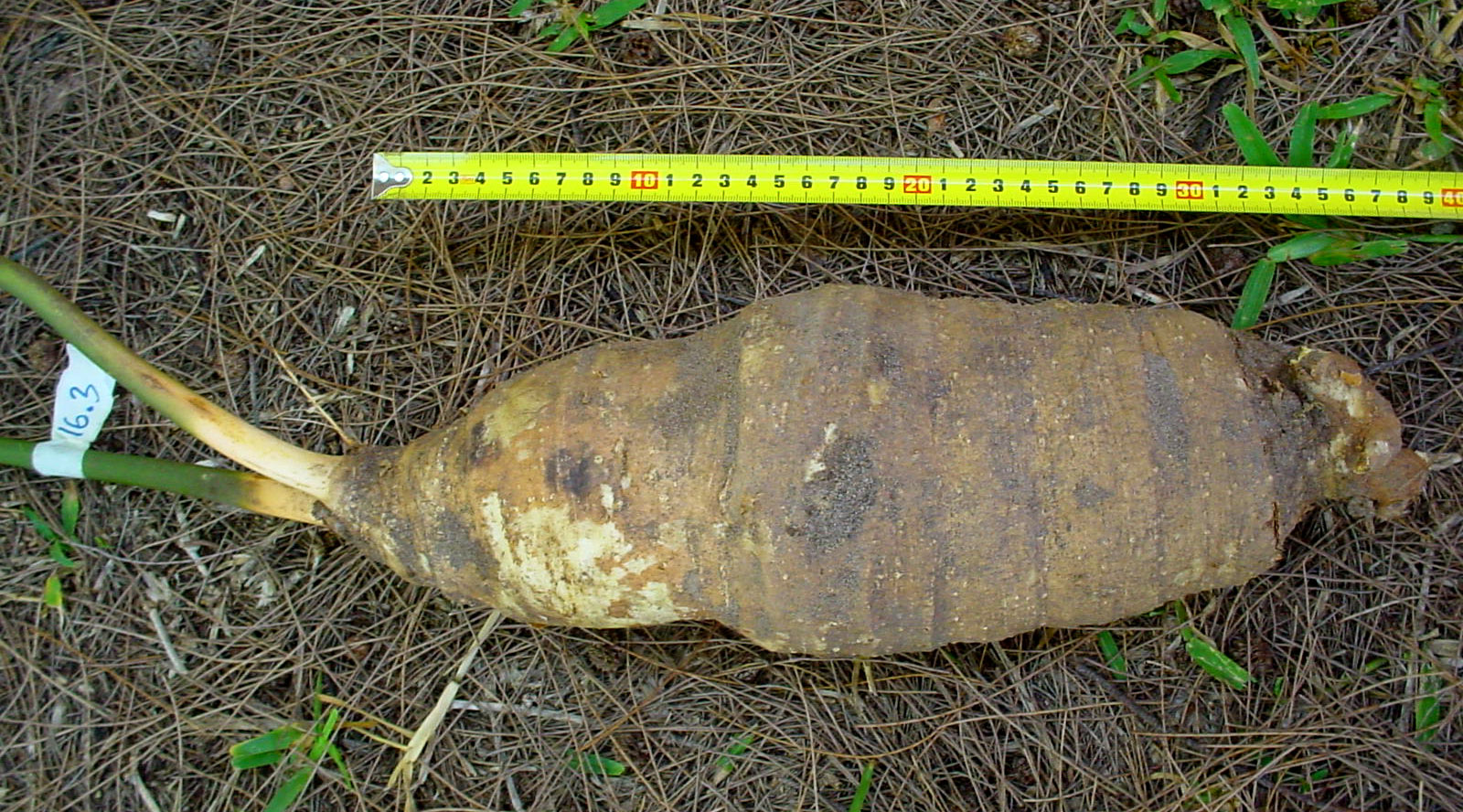
Tubérculo leñoso  de S.eriopus
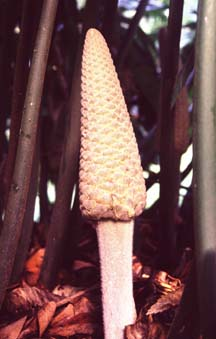
Cono macho
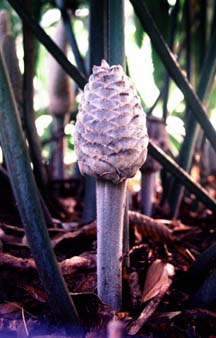
Cono hembra
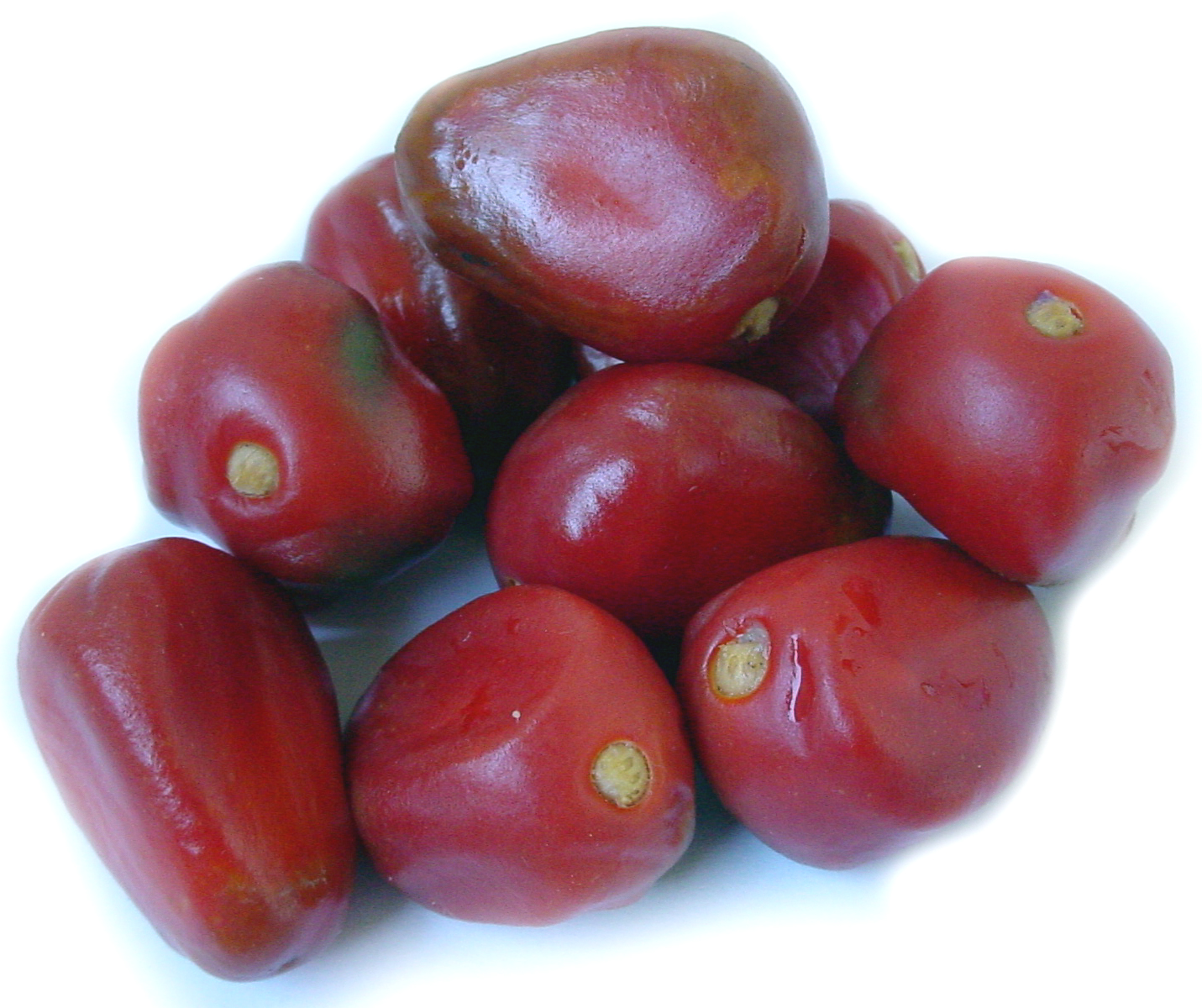
Semillas